# Kite (chanson de Kate Bush)
Pour les articles homonymes, voir Kite.
Pour un article plus général, voir Discographie et vidéographie de Kate Bush.
Pistes de The Kick Inside
Strange Phenomena
(3) The Man with the Child in His Eyes
(5)
Kite est une chanson de l'auteure-compositrice-interprète britannique Kate Bush, issue de son premier album sorti en 1978, The Kick Inside. C'était aussi la face B de son premier single, Wuthering Heights, sorti le 20 janvier 1978.

## Composition
Kite propose deux modulations créées en utilisant la sous-tonique comme pivot. Les couplets présentent un style reggae.

## Paroles
À travers les yeux d'un personnage qui se transforme en cerf-volant et s'envole dans les airs, grisé pendant quelques instants par cette sensation de liberté, la chanteuse évoque la nostalgie de son foyer qui finit par prédominer sur cette sensation, et la sécurité que l'on peut ressentir en ayant les pieds sur terre.